# Yellowcake
El pastís groc (en anglès yellowcake, també conegut com a urania i òxid d'urani) és un òxid d'urani concentrat, obtingut mitjançant la polvorització del mineral d'urani. Se sol representar amb la fórmula U₃O₈. És radioactiu, insoluble en aigua i conté un 80% d'òxid d'urani. Es fon a uns 2878 °C. Una vegada que està polvoritzat, el mineral d'urani es banya en àcid sulfúric per separar l'urani. El pastís groc és la substància que queda després assecar-lo i filtrar-lo. No obstant això, el pastís groc produït per les màquina pulveritzadora modernes és marró o negre, i no groc; el nom prové del color i la textura que té el material quan s'extreu.
El pastís groc s'usa per a preparar el combustible dels reactors nuclears, els quals es processa i purifica per obtenir diòxid d'urani (UO2). Antigament, en els anys 50, era popular la ceràmica pintada de groc, que pintava amb òxid d'urani.
El pastís groc és urani no enriquit i no pot usar-se per si mateix per a construir armes nuclears. En un reactor, però, pot ser utilitzat per obtenir plutoni, que sí que serveix per a aquest tipus d'armes. També es pot obtenir urani enriquit, convertint-lo en hexafluorur d'urani (UF6), mitjançant la separació isotòpica per difusió o mitjançant força centrífuga per produir urani enriquit, vàlid per a armes i reactors. El pastís groc es produeix en tots els països on s'extreu urani.